# Fiat Fastback (2022)
La Fiat Fastback è un'autovettura di tipo Crossover SUV prodotta dalla casa automobilistica italiana FIAT e venduta per il solo mercato sudamericano dal settembre 2022.

## Profilo e contesto

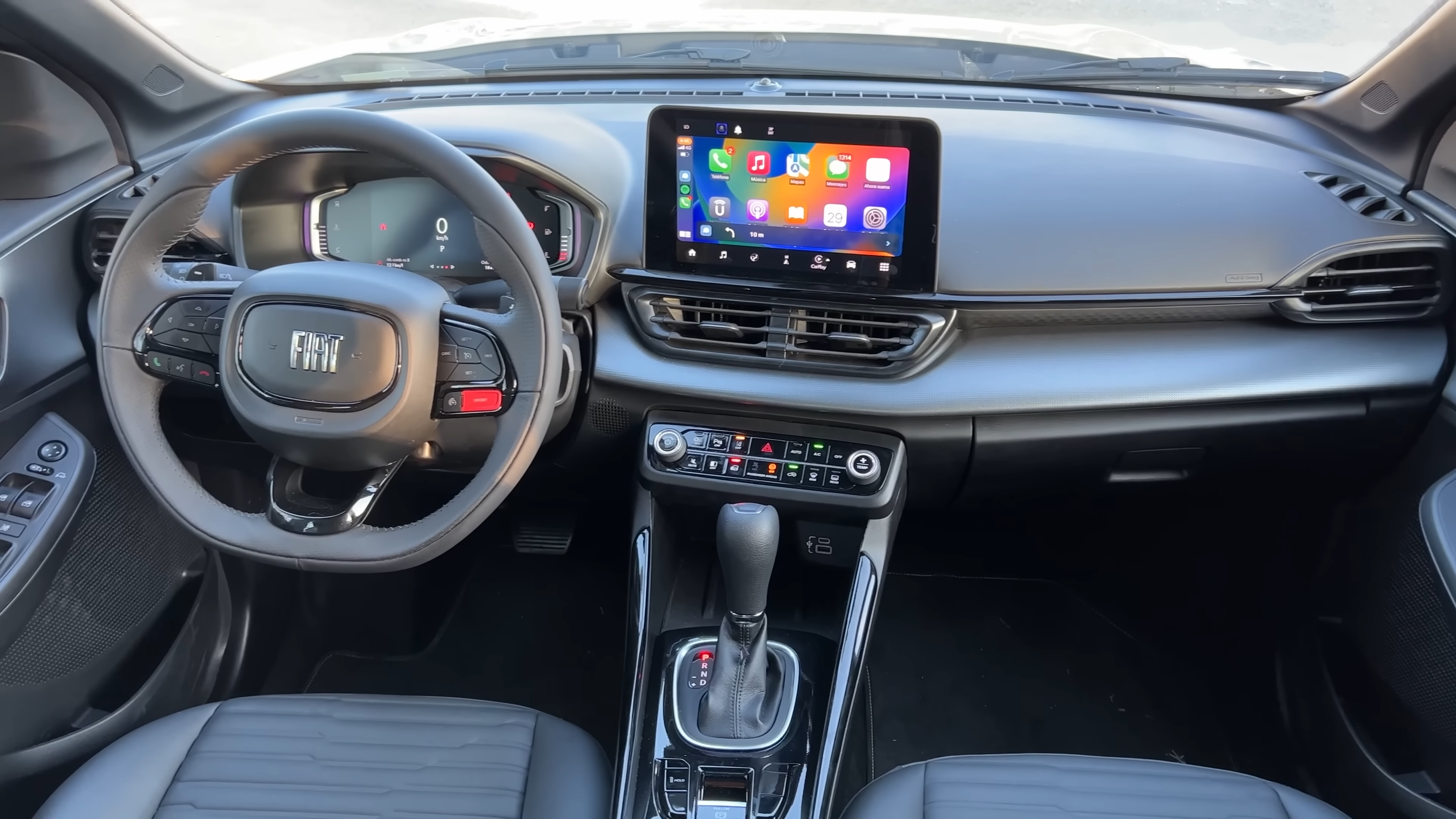
Interni

Il nome Fastback era già stata utilizzato precedentemente per una vettura totalmente differente, una concept car presentata nel novembre 2018 al Salone Internazionale dell'Automobile di San Paolo e basata sulla Fiat Toro.
La vettura è un Crossover SUV di medie dimensioni appartenente al segmento C con carrozzeria in stile coupé, prodotto dalla Fiat principalmente per il mercato sudamericano. Presentata in anteprima ad inizio agosto 2022, le specifiche tecniche così come la commercializzazione, sono avvenute un mese dopo, a metà di settembre.

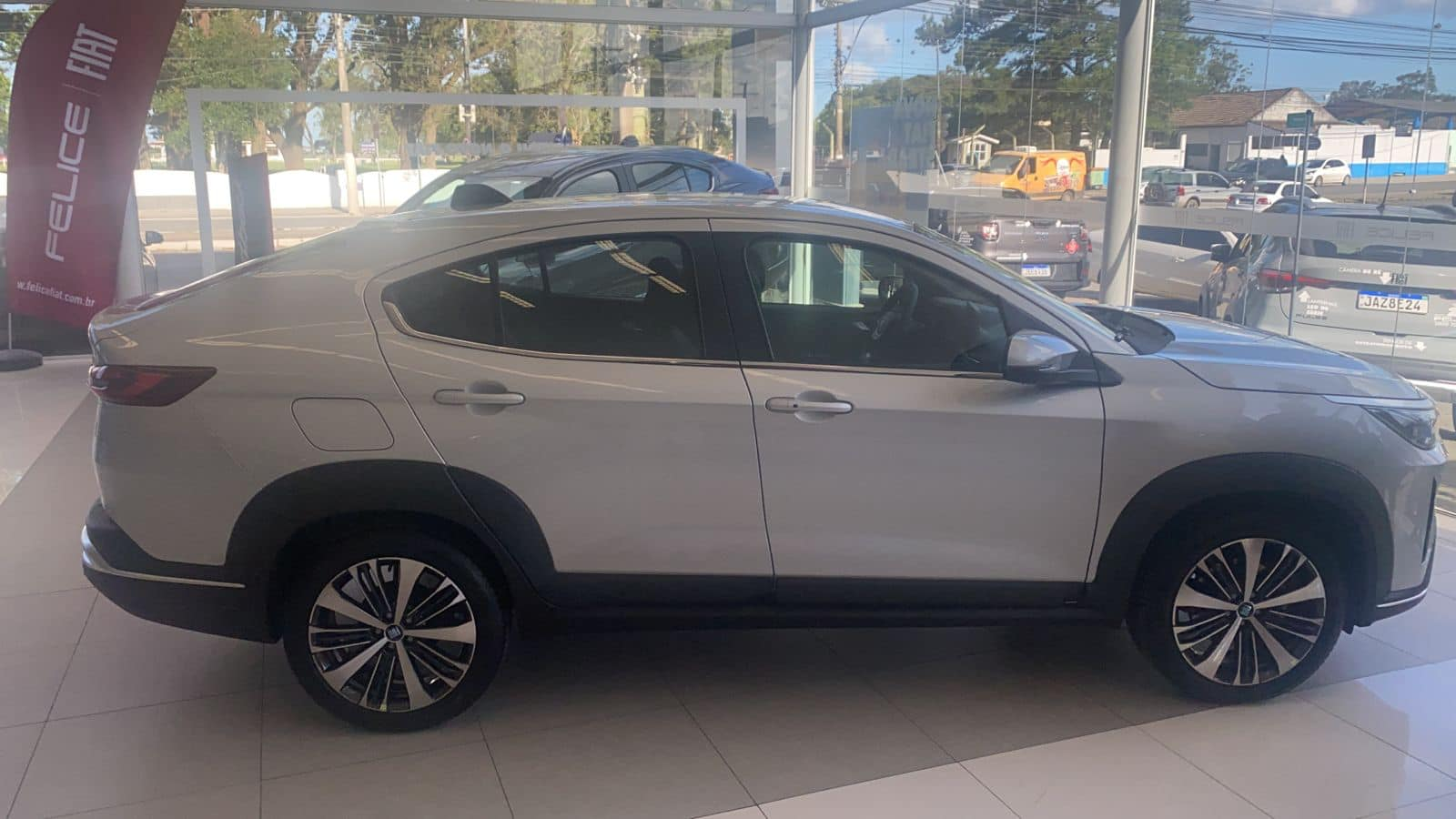
Vista laterale

Realizzata sulla piattaforma MLA in Brasile, si posiziona nel listino Fiat come modello di punta. È disponibile solo con motori turbocompressi a benzina della famiglia FireFly: da 1,0 litri a tre cilindri e da 1,3 litri a quattro cilindri. Il 1,0 eroga una potenza massima di 96 kW (130 CV), mentre il 1,3 litri sviluppa 136 kW (185 CV). Quest'ultima è disponibile con l'allestimento "by Abarth". Entrambe le varianti sono solo a trazione anteriore e possono essere alimentate con carburante contente etanolo.
La dotazione di sicurezza della Fastback comprende di serie di 4 airbag, fari a LED con abbaglianti automatici, sistema di monitoraggio della pressione degli pneumatici, hill holder, di controllo della trazione e stabilità, avviso di abbandono della corsia e freni a disco anteriori ventilati con ABS e EBD.

## Motorizzazioni
| Motore | Cilindri   | Valvole    | Cilindrata           | Potenza                                                                                 | Coppia                 |
| ------ | ---------- | ---------- | -------------------- | --------------------------------------------------------------------------------------- | ---------------------- |
| T200   | 3 in linea | 12 valvole | 1,0 litro (999 cm³)  | 130 CV (96 kW) a 5750 giri/min (con etanolo) 125 CV (92 kW) a 5750 giri/min (benzina)   | 200 Nm a 1750 giri/min |
| T270   | 4 in linea | 16 valvole | 1,3 litri (1332 cm³) | 185 CV (136 kW) a 5750 giri/min (con etanolo) 182 CV (134 kW) a 5750 giri/min (benzina) | 270 Nm a 1750 giri/min |